# Scholem Alejchem

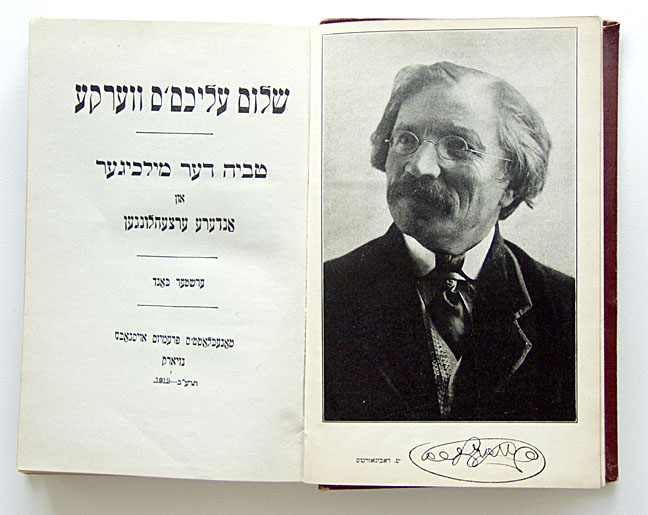
Scholem Alejchem, Foto und Unterschrift in einem Band (Tewje, der Milchmann und andere Erzählungen) der New Yorker Werkausgabe

Scholem Alejchem (שלום עליכם Transkription Šolem Alejxem; auch: Scholem Alechem, Schalom Alechem, Shalom Aleichem, Schulem Aleichem und ähnlich geschrieben, aschkenasisch-hebräisch für „Friede sei mit euch“; Pseudonym von Scholem Jankew Rabinowitsch, Schalom Yakov Rabinowitsch, Schalom ben Menachem Nachum Rabbinowicz, Shalom Rabinovitz usw.; geboren am 18. Februarjul. / 2. März 1859greg. in Perejaslaw bei Kiew; gestorben am 13. Mai 1916 in New York) war einer der bedeutendsten jiddischsprachigen Schriftsteller und gilt zusammen mit Mendele und Perez als Gründervater der jiddischen Literatur. Er wurde auch „der jüdische Mark Twain“ genannt. Sein immer wieder übersetztes sowie für Bühne und Film adaptiertes schriftstellerisches Œuvre umfasst literarische Zeitungs- und Zeitschriftenbeiträge, Erzählungen, Romane, Bühnenstücke und Skripte für Stummfilme.

## Leben, Bedeutung
Scholem Alejchem, Humorist und Satiriker, schilderte unter anderem das Leben jüdischer Einwanderer in die USA, schrieb Kinderbücher und brachte dem amerikanischen Publikum das Alltagsleben der Juden in Osteuropa um die Jahrhundertwende näher. Seine ersten Werke erschienen auf Russisch oder Hebräisch. Er entschied sich aber, auf Jiddisch zu schreiben, was die Sprache von Millionen von osteuropäischen Juden war, in der es aber bisher kaum eine etablierte Literatur gab. Im Unterschied zu Mendele blickt Scholem Alejchem nicht von oben herab auf seine Mitjuden, die erzogen werden müssten, sondern macht sich selbst zum Teil der Welt, die er beschreibt, eine Welt des Übergangs, in der alles ins Wanken gerät.
Geboren wurde Schalom Rabbinowicz als Sohn eines Gutspächters, der mit Holz und Getreide handelte sowie über eine Lizenz zur Postbeförderung verfügte. Der Knabe erhielt eine strenge jüdische Erziehung im Cheder, zeigte schon als Kind besondere Fähigkeiten und trat früh als einfallsreicher Spaßmacher hervor. Mit nichtjüdischer Literatur beschäftigte er sich ab seinem fünfzehnten Lebensjahr, vernachlässigte darüber aber nicht seine mit Eifer verfolgten Talmudstudien. 1876 schloss er das russische Gymnasium ab. Von 1877 bis 1880 war er Hauslehrer bei dem reichen Gutsbesitzer Elimelech Lojew. Nach seiner Entlassung aufgrund einer Liebesaffäre mit dessen ältester Tochter Olga stellte er sich in Lubny erfolgreich als Staatsrabbiner zur Wahl und bekleidete dies Amt von 1880 bis 1883.
Seine Schriftstellerei begann Scholem Alejchem 1877 mit Romanen, Dramen, Liedern, Berichten und Artikeln für die beiden damals größten hebräischen Tageszeitungen HaZefirah und HaMeliz. Im Anschluss wurde er Mitarbeiter an Zederbaums Jüdischem Volksblatt.
1883 heiratete er Olga Loyew und entschied sich, fortan in jiddischer Sprache zu schreiben.
1888 ging er nach Kiew, wo er von seinem reichen Schwiegervater einige hunderttausend Rubel erbte, und begann, an der Börse zu spekulieren, ohne aber seine literarische Arbeit zu vernachlässigen. Insbesondere gelang es ihm hier, die Jüdische Volksbibliothek, eine Reihe epochemachender kritisch-literarischer Jahrbücher in jiddischer Sprache, zu etablieren (s. u.).
1890 machte Scholem Alejchem Bankrott und musste vorübergehend vor seinen Gläubigern ins Ausland fliehen. Seine Schulden wurden später von seiner Schwiegermutter bezahlt. Er kehrte nach kurzen Zwischenstationen in Paris, Wien und Czernowitz zurück und die Familie ließ sich in Odessa nieder, wo er nun seine schwierigsten Lebensjahre verbrachte. 1893 kehrte Scholem Alejchem wieder nach Kiew zurück und wurde ein engagierter Mitarbeiter an Spektors Hausfreund.
In den späten 1890er Jahren schloss sich Scholem Alejchem – zunehmend enttäuscht vom Sozialismus – der zionistischen Bewegung an und schrieb für sie einige Agitationsbroschüren sowie den zionistischen Roman Moschiachs Tzaitn („Die Zeiten des Messias“). Von 1899 an erschien die zionistische jiddische Wochenzeitung Der Jid, später schrieb er auch für weitere jiddische Zeitschriften (Der Fraind, Der Tog, Weg etc.).

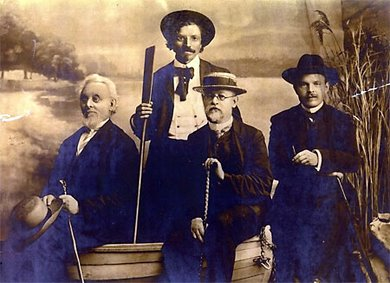
Mendele, Scholem Alejchem, Ben-Ami, Bialik, Odessa 1910

Aufgrund von Pogromen emigrierte er 1905 aus Odessa, und eine lange Wanderzeit mit vielen unterschiedlichen Stationen (Den Haag, Berlin, längere Vortragsreisen durch Russland, ein zeitweiliger Aufenthalt in Dänemark etc.) begann. Zunächst ging er nach Lemberg, besuchte verschiedene Städte in Galizien und der Bukowina, dann in die Schweiz, nach England, in die USA. 1907 kehrte er enttäuscht nach Europa zurück, 1914 ging er erneut in die USA, wo er bis zu seinem Tod (mit Unterbrechungen) in einem jüdisch geprägten Teil von New York City wohnte.
Scholem Alejchem starb am 13. Mai 1916. Am Tag seiner Beerdigung waren alle jüdischen Geschäfte New Yorks geschlossen, Scharen begleiteten ihn auf seinem letzten Weg. Die Monatsschrift Der Jude schrieb 1917 anlässlich seines Todes:

„Scholem-Alejchem ist tot. Das einzige freie, volle, unbefangene Lachen, das einzige Lachen um des Lachens willen im Ghetto (das Mendeles ist schwer und bitter) ist verhallt. Scholem-Alejchem war vielleicht der einzige jüdische Dichter, dem der Geist der Schwere nichts anhaben konnte, denn er hatte die Gabe, alles Schwere leicht zu machen. Das schwerste Leben der Welt, das jüdische Wanderleben, wird in seiner Hand zu einer Reihe von Überraschungen und Abenteuern.“

Mit dem Tod von Alejchem, Perez und Mendele gegen Ende des Ersten Weltkriegs endete die klassische Epoche der jiddischen Literatur, aber nicht deren weiterer Aufstieg. Die Beliebtheit von Alejchems Werken steigerte sich noch. Durch die Übersetzung ins Hebräische durch seinen Schwiegersohn Isaak Dow Berkowitz und die Übersetzungen in die meisten europäischen und andere Sprachen wurden seine Werke vielen (auch nichtjüdischen) Lesern bekannt und einige seiner literarischen Figuren weltberühmt. Hebräische und jiddische Theater führten nach seinem Tod seine Stücke und insbesondere die dramatische Fassung der Tewje-Erzählungsfolge auf.
In den 1960er Jahren wurde aus Tewje das bekannte Musical Fiddler on the Roof (Uraufführung 1964 am Broadway in New York, dann auf den Bühnen der ganzen Welt gespielt; am Broadway über 3000 Mal aufgeführt; deutsche Erstaufführung als Anatevka im Februar 1968 in Hamburg; Walter Felsenstein brachte das Musical 1970 nach Berlin-Ost).
Scholem Alejchem schrieb während seiner jahrzehntelangen Schaffenszeit unzählige Briefe. Davon wurden etwa 500, verstreut in den verschiedensten Pressepublikationen, veröffentlicht.
Im Jahr 1964 wurde in Tel Aviv ein Scholem-Alejchem-Museum errichtet, das dem Andenken an den Schriftsteller und der Pflege der jiddischen Kultur gewidmet ist. Seit dem 2. März 2009 gibt es auch in Kiew ein ihm gewidmetes Museum.
Scholem Alejchem hatte sechs Kinder. Seine Tochter Lala (Lela) Kaufman (1887–1964) betätigte sich auch als Schriftstellerin sowie als Journalistin.
Der israelische Schriftsteller David Grossman sagte 2019 in einem Interview: „Scholem Alejchem veränderte mein Leben, denn durch ihn verstand ich, mehr noch als durch alle anderen, welche Kraft eine Geschichte haben kann. […] Seinetwegen wurde ich Schriftsteller.“

## Werke (Auswahl)

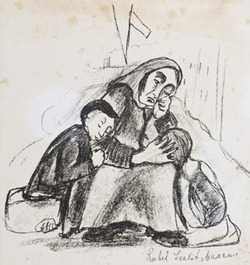
Rachel Szalit-Marcus, Mappenwerk Mentschelech un stsenes (1922)

### Erscheinen oder Entstehungszeit bekannt
- Natascha,[14] 1884 (Roman)
- Di jidische folksbibliotek,[15] Kiew 1888 ff. (jiddische Jahresschrift)
- Stempenju,[16] 1888 (Roman)
- Reb Sender Blank un sajn filgeschezte familje, 1888
- Josele Solovei,[17] 1889
- Schimele,[18] 1889
- Menachem Mendels Briefe,[19] entstanden zwischen 1892 und 1913
- Tewje der milchiker („Tewje, der Milchmann“), entstanden zwischen 1894 und 1916 (daraus später 1964: Fiddler on the Roof bzw. Anatevka und 1971 der gleichnamige Film)
- Moschiachs zajtn, 1898 ff. (zionistischer Roman)
- Der Jid, 1899 ff. (zionistische Wochenzeitung)
- Zesejt un zeschprejt,[20] 1905
- Motl Peysse dem chasns,[21] entstanden zwischen 1907 und 1915
- Blondzhende schtern, 1911 („Wandersterne“, Roman über jüdische Künstler)
- Funem jarid („Vom Jahrmarkt“), autobiographischer Roman (geschrieben 1913–1916)
- Schwer zu sajn a jid,[22] 1914

### Werke ohne Jahr bzw. nicht ermittelt

Denkmal in Kiew

- A chussen a dokter (satirisches Spiel)
- Agenten (Theaterstück)
- Beim Dokter (Monolog)
- Beim Prisiv (Monolog)
- Das Gymnasium (Monolog)
- Das Kontorgeschäft (Theaterstück)
- Das Panorama
- Das Unglück
- Der behexte Schneider
- Der besonnene Schluri
- Der Fortschritt in Kasrilewke
- Di Goldgreber (oder: Der Ojzer = „Der Schatz“)[23]
- Die Geige (Kindergeschichte)
- Die Weltreise (Satire)
- Dos Bintl Blumen
- Dos grojsse Gewins („Der große Preis“, Komödie)
- Dos Messerl (Kindergeschichte)
- Ein Roman ohne Liebe
- Eisenbahngeschichten
- Gedichte ohne Reime
- Geschichte vun der Jargon-Literatur
- Kinderspiel
- Kleine Menschelech (humoristische Schilderungen)
- Masel tow (Theaterstück)
- Rabtschik (Hundegeschichte)
- Roman ohne Roman
- Schimale Soroker (Drama)
- Sender Blank und sein Haushalt (Roman)
- Süße Träume
- Zwej Schtejner[24]
- Farbitene jojzres (Theaterstück)
- Verstreut und versprengt, aufgeführt im Februar 1909 in Jaffa vom „Verein der Liebhaber der hebräischen Bühne“
- „Wörterbuch jiddischer Flüche“[25]
- Der besonnene Schluri II

### Filmkompositionen (Auswahl)
- Der blitiger Spaß
- Der Mabel
- Jüdische Glicken
- Molie Pesse dem Chasens

### Gesamtausgaben
- Warschau 1909–1919 (15 Bände)
- Folksfond Ojsgabe, New York 1917–1925 (28 Bände)[26]

### Deutschsprachige Ausgaben (Auswahl)
- Aus dem Nahen Osten. 1914.
- Die Geschichte Tewjes des Milchhändlers. 1914.[27]
  - Tewje der Milchmann. Illustriert von Anatoli Kaplan. Dresden 1967.
  - Tewje, der Milchmann. Aus dem Jiddischen übersetzt von Armin Eidherr. Manesse Verlag, Zürich 2016.
- Die erste jüdische Republik. 1919.
- Menachem Mendel. 1921.
- Stempeniu. 1922.
- Eine Hochzeit ohne Musikanten. Insel Verlag, Frankfurt am Main 1961 (erweiterte Ausgabe: Suhrkamp, Frankfurt am Main 1988.)
- Mottl, der Kantorssohn. Übersetzung Grete Fischer. Insel Verlag, Frankfurt am Main 1965.
- Der behexte Schneider. Mit 26 Reproduktionen nach Farblithographien von Anatoli Kaplan. Verlag Volk und Welt, Berlin 1969
- Schir-ha-Schirim. Lied der Lieder. Roman einer Jugend. Buchverlag der Morgen, Berlin, 1981 (mit sieben Reproduktionen nach Farblithografien von Anatoli Lwowitsch Kaplan)
- Der Fortschritt in Kasrilewke und andere alte Geschichten aus neuerer Zeit. Mit 26 Lithographien von Anatoli Kaplan. Berlin 1990.
- Eisenbahngeschichten. Übers. Gernot Jonas. Jüdischer Verlag im Suhrkamp Verlag, Frankfurt am Main 1995.
- Ein Lied der Liebe. Ostjüdische Erzählungen mit Bildern von Marc Chagall (Werke von Scholem Alejchem und Isaak Leib Perez). Aus dem Jiddischen von Alexander Eliasberg. Herder, Freiburg/Basel/Wien 1997, ISBN 3451236370.
- Ein Omelett wie bei den Reichen. Monologe und Zwiegespräche. Übers. Gernot Jonas. Edition Dodo, Berlin 2003.
- Die Tochter des Rebben. Kindergeschichten. Übers. Gernot Jonas. Edition Dodo, Berlin 2010.
- Panik im Schtetl: Weitere Geschichten aus Kasrilewke. Übers. Gernot Jonas. Marix Verlag, Wiesbaden 2016.
- Damals in Kasrilewke: Weitere Geschichten aus dem Schtetl. Übers. Gernot Jonas. Marix Verlag, Wiesbaden 2017.
- Motl, der Waisenknabe. Übersetzung Boris Brainin. Pilum Literatur Verlag, Strasshof/Nordbahn 2023.[28]